# Der aufhaltsame Aufstieg des Arturo Ui
Der aufhaltsame Aufstieg des Arturo Ui ist ein Theaterstück von Bertolt Brecht, geschrieben 1941. Es kann dem epischen Theater zugeordnet werden und besteht aus 17 Szenen. In einer Parabel werden die Machtergreifung und der Machtausbau Adolf Hitlers in die Gangsterwelt transferiert. Vorbild war das sich damals entwickelnde Verbrechermilieu in den USA. Die Hauptfigur Arturo Ui soll im Wesentlichen Hitler darstellen, hat jedoch auch Züge von Gangsterboss Al Capone.
In den handelnden Personen sind unschwer ihre Vorbilder zu erkennen: neben Hitler sind es Dollfuß, Goebbels, Göring, Röhm, van der Lubbe, von Hindenburg, von Papen.

## Entstehung
Walter Benjamin notierte unter der Jahreszahl 1934 ein Gespräch mit Brecht, aus dem ersichtlich wird, dass dieser sich mit dem Ui-Stoff beschäftigte. Brecht schrieb das Stück dann im März 1941 im finnischen Exil in nur drei Wochen nieder, grundlegende Änderungen hat er danach nicht mehr vorgenommen, abgesehen von dem Schluss. Auf der letzten Seite des Manuskripts hat Brecht das Datum der Fertigstellung und den Namen der Mitarbeiterin notiert: 29.4.41 und M. Steffin.
Das Stück schrieb Brecht mit der Intention, dass es in den USA aufgeführt werden sollte, wo Brecht im Juli 1941 eintraf. Obwohl er im September mit Erwin Piscator und Berthold Viertel Kontakt aufnahm, gelangte es nicht zur Aufführung. Piscator hatte eigens eine Übersetzung anfertigen lassen und bei deren Probelesungen am Dramatic Workshop in New York eine ernüchternde Resonanz verzeichnet:

„(Hoffman Reynolds Hays) hat eine heroische Tat unternommen und in 8 Tagen eine Übersetzung vom ‚Ui‘ gemacht. Ich habe die Übersetzung hier vorlesen lassen und leider wenig Erfolg [da]mit geerntet. Siehe beiliegende Abschrift von Louis Schaffer’s Brief, dem Direktor der Laborstage.“

In der beigefügten Kopie des Schreibens eines Broadway-Produzenten an Piscator klingt deutliche Enttäuschung über das neue Werk an. Erst nach Brechts Tod wurde Der aufhaltsame Aufstieg des Arturo Ui am 10. November 1958 in Stuttgart in der Inszenierung von Peter Palitzsch uraufgeführt, mit Wolfgang Kieling in der Titelrolle. Ekkehard Schall spielte seit 1959 den Ui über 500 Mal in der ersten DDR-Inszenierung beim Berliner Ensemble, die 1974 aufgezeichnet wurde.

## Inhalt
Die Besitzer treffen sich in der Bank, um zu beraten, wie sie aus der Absatzkrise des Karfiolgeschäfts herauskommen. Es ist die Rede von Arturo Ui, der angeboten hat, ihr Geschäft durch Gewalt und Drohungen anzukurbeln. Der Trust lehnt Uis Hilfe einstimmig ab und erhofft sich eine Stadtanleihe für Kaianlagen von dem angesehenen Politiker Dogsborough. Dieser durchschaut jedoch, dass der Karfioltrust nicht vorhat, die Kaianlagen zu bauen, und lehnt den Antrag ab. Butcher und Flake planen daraufhin eine Intrige gegen Dogsborough.
Flake kann den Reedereibesitzer Sheet davon überzeugen, seine Reederei billig an den Karfioltrust zu verkaufen, welche um einen Spottpreis an den zunächst unwilligen, aber letztlich begeisterten Dogsborough weiterverkauft wird. Durch den Erwerb der Reederei wird nun Dogsborough ein Mitglied des Trusts und setzt deswegen nun doch eine Stadtanleihe für den Bau von Kaianlagen durch. Die Mitglieder des Karfioltrusts, Dogsborough eingeschlossen, verbrauchen die Anleihe, ohne Kaianlagen zu bauen, und veruntreuen so die städtischen Gelder.
Arturo Ui ist der Verzweiflung nahe, weil er den Gemüsehandel der Stadt Chicago gern in seine Gewalt brächte. Sein Leutnant Roma schlägt vor, die Gemüseladenbesitzer gewaltsam zur Schutzgeldzahlung an Ui zu zwingen. Aus Angst vor der Polizei lehnt Ui dies jedoch ab.
Ui erfährt von der Veruntreuung der Stadtanleihe durch Dogsborough und erpresst diesen mit der Drohung, den Skandal aufzudecken. Er fordert, Dogsborough solle vor der Stadt für ihn bürgen, damit Ui die Polizei nicht fürchten muss.
Es wird eine Untersuchung gegen Dogsborough beantragt. Um ihn zu decken, entschließt sich der Trust, dass Sheet die Folgen des Skandals auf sich nehmen soll. Sheet wird tot aufgefunden, der Anklagevertreter O’Casey schöpft Verdacht und möchte genau über die Besitzverhältnisse der Reederei Bescheid wissen. O’Casey will nun von Bowl, dem alten Prokuristen von Sheet, mehr über die Besitzverhältnisse erfahren. Dieser wird jedoch auf dem Weg zum Gericht erschossen.
Arturo Ui trifft sich mit einem Schauspieler, der ihm beibringen soll, wie man zu einer großen Menge von Leuten redet und auf diese eine gute Wirkung erzielt. Ui trifft sich weiterhin mit einigen Gemüsehändlern und bietet ihnen seinen Schutz an. Hook, ein Gemüsehändler, kritisiert Ui. Wenig später wird verkündet, dass der Speicher von Hook brennt. Es ist offensichtlich, dass Uis Männer den Brand gelegt haben. Die anderen Gemüsehändler stimmen dem Schutzangebot von Ui zu. Aufgrund des Brandes kommt es zum Speicherbrandprozess. In diesem wird Fish angeklagt. Während des Verfahrens fällt der Verdacht zeitweise auf Ui und seine Gangsterbande. Dieser Verdacht kann jedoch unterdrückt werden. Ui hat bereits das Gericht manipuliert, alle Zeugen eingeschüchtert und die Presse unter seine Gewalt gebracht. Damit Hook nicht gegen Uis Gefolgsleute aussagen kann, wird dieser zwischen zwei Verhandlungen verprügelt. Auch der Angeklagte Fish wird manipuliert: Ein Arzt gibt ihm Wasser. Kurz nachdem er dieses getrunken hat, sackt er in sich zusammen.
Dogsborough verfasst sein Testament, in dem er Ui, Roma, Giri und Givola der Brandstiftung und des Mordes beschuldigt.
Es treten nun Machtkämpfe unter den Leuten Uis auf, Roma bedroht Givola und Giri mit einer Waffe und fordert Ui auf, die Machtverhältnisse zu klären. Ui sieht sich als Führer und verweist auf neue Pläne, er möchte seinen Einfluss auf die Vorstadt Cicero ausdehnen. Uis Vertrauter Roma befürchtet ein Komplott gegen ihn, er verabredet sich mit Ui in der Garage des Hotels, in dem Ui residiert. Roma und seine Männer warten in der Garage auf Ui, der erscheint, um Roma umzubringen, da er ihm im Weg steht. Givola erschießt Roma, der selbst im Tod nicht erkennt, dass Ui ihn verraten hat. Seine Gefolgsleute werden ebenfalls liquidiert.
Ui trifft sich mit Betty und Ignatius Dullfeet, er möchte das Vertrauen von Dullfeet bekommen. Ignatius Dullfeet tritt aber für die Freiheit von Cicero ein, verschleiert kommt es bei dem Gespräch auch durch, dass Dullfeet beseitigt werden soll. Letztlich wird Dullfeet ermordet, der Trust ist damit nicht einverstanden. Ui möchte nun Betty Dullfeet zu einer Zusammenarbeit überreden, sie lehnt jedoch eine Kooperation ab. Es entsteht Empörung der Gemüsehändler Chicagos und Ciceros gegen Ui und sein Vorgehen. Betty Dullfeet, in Verzweiflung versunken, hat sich nun doch von Ui zu einer Zusammenarbeit überreden lassen. Ui gibt sich in einer Rede selbst als Nachfolger Dullfeets aus und möchte Cicero nun endlich unter seinen Schutz nehmen. Er kündigt eine Volksabstimmung an, in der die Leute Ciceros über die Freiheit ihres Gebiets selbst bestimmen können. Arturo Ui droht zugleich auch allen Personen, die sich gegen ihn entscheiden. Durch die Drohungen stimmen die Bewohner von Cicero für ihn.
Aus einem zerschossenen Lkw klettert eine Frau verletzt heraus, sie schimpft über Ui und seine Gefolgsleute und beschuldigt sie des Mordes. Sie wird niedergeschossen.
Im Epilog lehrt Brecht:
"Ihr aber lernet, wie man sieht, statt stiert

Und handelt, statt zu reden noch und noch.

So was hätt' einmal fast die Welt regiert!

Die Völker wurden seiner Herr, jedoch

Dass keiner uns zu früh da triumphiert –

Der Schoß ist fruchtbar noch, aus dem das kroch."

## Interpretation

### Hintergrund
Der Zeitrahmen, der den Bezug zur Wirklichkeit setzt, reicht von 1929 bis 1938, in einer späteren Fassung bis 1941. Es geht um den Aufstieg Adolf Hitlers bis zur Machtübernahme in Österreich. Brecht verwendete dabei die Parabelform, um die einzelnen Stationen von Hitlers Machtaufstieg in Deutschland darzustellen.
Mit Hilfe des epischen Theaters und seiner Verfremdungseffekte konnte Brecht sein Stück, das er selbst als „Historienfarce“ (= ein derb-komisches Werk mit geschichtlichem Hintergrund) bezeichnete, so verfassen und vorstellen, dass er den Bürgern sowohl die brutale Vorgehensweise Hitlers schildern konnte, als auch den Zuschauer am Ende des Stückes zum Nachdenken über das Geschehen hinaus zu bringen. Der Zuschauer sollte sich nicht von Geschehnissen mitreißen lassen, sondern sich mit kritischer Distanz eine Meinung über die Situation bilden.
In einem 1948 veröffentlichten „Nachwort“ setzte sich Brecht mit dem Vorwurf auseinander, es sei nicht zulässig, „große Verbrecher dem Gelächter preiszugeben“. Erstens halte er, so Brecht, Hitler nicht für einen „großen Verbrecher“, sondern für einen „Verüber großer politischer Verbrechen“, und zweitens zeige der „kleinbürgerliche“ Respekt der Überlebenden, wie wichtig es sei, den Bann, in den Hitler viele Menschen auch nach 1945 noch ziehe, durch Gelächter zu brechen.

### Darstellung von Hitlers Aufstieg
Den Aufstieg Hitlers stellt Brecht allegorisch durch Parallelen zwischen der Hauptfigur Arturo Ui und Adolf Hitler dar. Die Ordnung folgt dem Diskurs, d. h. der Handlung, des Bühnenstücks:
| Arturo Ui | Adolf Hitler |
| Zu Beginn wartet Ui auf seine Chance, an die Macht zu gelangen, er steht im Hintergrund und baut seine Macht aus.                          | Hitler versucht „legal“ an die Macht zu gelangen, er zieht die Wirtschaft auf seine Seite. |
| Ui übernimmt die Führung und ordnet die Machtverhältnisse. Gegner werden ausgeschaltet, er möchte expandieren. Er missbraucht seine Macht. | Hitler schaltet alle seine Gegner, sowohl inner- als auch außerparteilich, aus. Er übernimmt die Führung und festigt seine Macht. Hitler möchte, dass Österreich zum Deutschen Reich hinzukommt. |

### Die Rolle des Titels „Der aufhaltsame Aufstieg ...“
Der Titel macht deutlich, dass der Aufstieg Uis (und im übertragenen Sinne der Aufstieg Hitlers) aufhaltsam – also zu verhindern – gewesen wäre. Im Laufe des Stücks wird klar: Der Protagonist hätte ohne die eindeutig eigennützige Hilfe Anderer nie seinen Aufstieg vollziehen können. Von Glücks- und Schicksalsfällen begünstigt, hätte Adolf Hitler – wie auch Arturo Ui – an vielen entscheidenden Stationen aufgehalten werden können.

### Die Verfremdung
Das Stück spielt im Chicago der Prohibitionszeit, wobei selbst das absurd wirkende Thema eines Gemüsemonopols der Mafia reale Vorbilder hat. Bertolt Brecht orientierte sich am Amerika der damaligen Zeit, er erkannte in den kriminellen Verhältnissen dort eine gewisse Ähnlichkeit zu Deutschland. Er wollte durch diese Verfremdung den Menschen den Zusammenhang zwischen Politik, Wirtschaft und Faschismus näher bringen.

„Verhüllung dient zur Enthüllung“

Untypisch für Gangster ist die Sprache. Sie sprechen in Versen (gebundene Sprache, dies lässt den Schluss zu, dass das Stück zum epischen Theater gehört) sowie in Alltagssprache. Die Sprache wertet die Gangster auf, Brecht verwendet sie zum Beschönigen und Verhüllen. Die Sprache des Nationalsozialismus wurde ebenfalls eingesetzt, um zu verhüllen und um die Vorhaben des NS-Regimes zu beschönigen. Beispiele dafür sind:
- „Reichskristallnacht“ → Gewaltmaßnahmen gegen Juden
- „Endlösung der Judenfrage“ → Industrielles Ermordungsprogramm

Bei der Titelfigur ließ Brecht sowohl die Biografien Hitlers als auch Al Capones einfließen. Dies äußert sich in einigen Szenen:
Arturo Ui nimmt Schauspielunterricht, um besser auf die Leute zu wirken. Hitler nahm bei einem Provinzschauspieler Unterricht, um zu lernen, wie man Wirkung auf große Massen erzeugt. Er lernte von dem Schauspieler das richtige Sitzen, Reden und Stehen.
Ui residiert im Mammoth-Hotel. Hitler wohnte im Berliner Hotel Kaiserhof. Al Capone residierte ebenfalls in einem Hotel in Chicago. Ui dehnt sein Einflussgebiet auf Cicero aus, Al Capone weitete damals seinen illegalen Alkoholschmuggel aus.
Dadurch, dass Brecht Hitler und seine Gefolgsleute als Gangster darstellt, möchte er sie lächerlich machen. Des Weiteren sollen die Leute den Respekt vor den Nationalsozialisten verlieren. Brecht wählte diese Story 1941, um den US-Bürgern den Nationalsozialismus zu erklären und sie aufzurütteln. Das Stück wurde jedoch erst 1958, zwei Jahre nach Brechts Tod, in der Bundesrepublik Deutschland uraufgeführt.

### Die Personen
Zu jeder Figur aus dem Werk lässt sich eine Person aus der damaligen Zeit zuordnen. Allerdings wird die vordergründige Übertragung der Konstellationen eins zu eins dem Stück nicht gerecht, da einerseits die Gewichtung der Figuren nicht realitätsnah ist, andererseits auch wichtige politische Ereignisse nicht direkt thematisiert werden. Es wird davon ausgegangen, dass es Brecht hier darauf ankam, den „Anspielungscharakter zu wahren und zugleich den ästhetischen Abstand zu halten“.
- Der alte Dogsborough → Paul von Hindenburg
- Arturo Ui → Adolf Hitler
- Giri → Hermann Göring
- Roma → Ernst Röhm
- Givola → Joseph Goebbels
- Dullfeet → Engelbert Dollfuß
- Karfioltrust → Junker, bzw. die Industrie
- Gangster → Faschisten
- Fish → Marinus van der Lubbe

Des Weiteren gibt es in dem Stück auch Orte und Ereignisse, die für etwas stehen:
- Chicago → Deutschland
- Cicero → Österreich
- Dockshilfeskandal → Osthilfe (Deutsches Reich)
- Speicherbrand → Reichstagsbrand

### Gegenüberstellung von Inhalt und Geschichte
Die Ereignisse der gesamten Handlung lassen sich zu Ereignissen aus der damaligen Zeit zuordnen. Die Ereignisse sind nach dem Ablauf der Szenen geordnet.
| Inhalt | Geschichtliches Ereignis |
| Dem Karfioltrust geht es wirtschaftlich schlecht, sie wollen von Dogsborough Staatsanleihen bekommen. | Die Weltwirtschaftskrise betrifft auch Deutschland, die Junker wollen Staatsanleihen. |
| Der Karfioltrust verkauft Sheets Reederei für wenig Geld an Dogsborough und schenken ihm zudem ein Landhaus. | Die Junker schenken Hindenburg einen Gutsbesitz. |
| Ui ist noch im Hintergrund, es gelingt ihm nicht, sich mit dem Karfioltrust zu einigen. Er möchte versuchen, auf legalem Weg an die Macht zu gelangen. Er erfährt von Bowl, dem ehemaligen Prokuristen von Sheet, dass die Reederei nun Dogsborough gehört. | 1932 steht Hitler vor dem finanziellen Ende, ihm und seiner Partei droht die Auflösung. Er schafft es lange nicht, mit Hindenburg richtig zu sprechen.                                                       |
| Ui droht Dogsborough mit der Aufdeckung des Dockshilfeskandals, er lässt sich aber nicht einschüchtern. | Hindenburg verweigert Hitler den Reichskanzlerposten, Hindenburg hat mit der Untersuchung des Osthilfeskandals zu rechnen.                                                                                   |
| Ui und seine Leute räumen alle Zeugen aus dem Weg, der Ankläger O’Casey muss die Untersuchung des Dockshilfeskandals fallen lassen. | Die Untersuchung des Osthilfeskandals wird zerschlagen. |
| Ui lernt von einem Schauspieler in seinem Hotelzimmer, wie man auf eine große Menge von Leuten wirkt. | Hitler bekommt von einem Provinzschauspieler Unterricht, er lernt, wie man auf viele Leute einwirkt. |
| Die Gangster von Ui zünden den Speicher von Hook an, Zeugen werden durch Drohungen zum Schweigen gebracht. | Im Februar 1933 geht der Reichstag in Flammen auf, Hitler beschuldigt seine Gegner, den Brand gelegt zu haben.                                                                                               |
| Es kommt zum Speicherbrandprozess, Fish, der unter Drogen steht, wird als Täter verurteilt. Man merkt, dass das Gericht schon in der Hand von Arturo Ui ist.                                                                                                | Der Niederländer Marinus van der Lubbe wird als Alleintäter für den Brand verurteilt. Da er von mehreren Seiten gleichzeitig zu brennen anfing, kann es sich nicht um einen einzelnen Täter gehandelt haben. |
| Giri, Givola und Roma tragen interne Machtkämpfe aus. Roma wittert eine Intrige gegen Ui und verabredet sich mit ihm zu einem Treffen in der Garage des Hotels.                                                                                             | Hindenburg ist schon alt und wird vermutlich bald sterben, unter den Nationalsozialisten entstehen Machtkämpfe.                                                                                              |
| Ui lässt Roma und seine Gefolgsleute in der Garage des Mammoth-Hotels ermorden. | Röhm und seine Gefolgsleute (die Sturmabteilung SA), die in Konkurrenz zu der Schutzstaffel SS steht, werden ausgeschaltet. Parallelen mit dem Valentinstag-Massaker aus der Geschichte Capones              |
| Ui bemüht sich um das Vertrauen von Dullfeet, jedoch ist Dullfeet für die Freiheit von Cicero. Die Ermordung von Dullfeet wird schon angekündigt. | Dollfuß willigt ein, die Presse zum Schweigen zu bringen. Die Presse soll nicht mehr gegen das nationalsozialistische Deutschland schreiben, um Hitler keinen Grund zu geben, in Österreich einzufallen.     |
| Dullfeet wird ermordet, Ui möchte nun Betty Dullfeet auf seine Seite bringen. | Dollfuß wird ermordet, Hitler bemüht sich um Österreich. |
| Ui dehnt nach einer Abstimmung, die er nur durch Drohungen für sich entscheiden konnte, seinen Einfluss auf Cicero aus. | Am 11. März 1938 marschieren Hitlers Truppen in Österreich ein. Daraufhin wird eine Volksabstimmung durchgeführt, um den „Anschluss“ im Nachhinein zu rechtfertigen.                                         |

## Zitate
„Ui … ist ein Versuch, der kapitalistischen Welt den Aufstieg Hitlers dadurch zu erklären, daß er in ein ihr vertrautes Milieu versetzt wurde.“

„Der Schoß ist fruchtbar noch, aus dem das kroch.“

## Buchausgaben
- Bertolt Brecht: Der aufhaltsame Aufstieg des Arturo Ui. Suhrkamp, Frankfurt 1966 (edition suhrkamp 144); ISBN 978-3-518-10144-5 (mittlerweile in der 32. Auflage, Stand 2019)[8]

## Sekundärliteratur
- Bernd Matzkowski: Bertolt Brecht: Der aufhaltsame Aufstieg des Arturo Ui (= Königs Erläuterungen und Materialien, Band 398). Bange, Hollfeld 1999, ISBN 3-8044-1667-5.
- Gizela Kurpanik-Malinowska: Totalitarismus in Deutschland und Brechts Parabelstück „Der aufhaltsame Aufstieg des Arturo Ui“, in: Peter Csobádi, Gernot Gruber, Jürgen Kühnel, Ulrich Müller (Hrsg.): Das (Musik-)Theater in Exil und Diktatur (= Wort und Musik – Salzburger Akademische Beiträge, Band 58). Müller-Speiser, Anif 2005, ISBN 978-3-85145-094-1, S. 703–713 (Salzburger Symposion 15, 2003, Universität Salzburg).[9]
- Raimund Gerz: Bertolt Brecht und der Faschismus, in den Parabelstücken „Die Rundköpfe und die Spitzköpfe“, „Der aufhaltsame Aufstieg des Arturo Ui“ und „Turandot oder der Kongress der Weisswäscher“. Rekonstruktion einer Versuchsreihe (= Abhandlungen zur Kunst-, Musik- und Literaturwissenschaft, Band 343). Bouvier, Bonn 1983, ISBN 3-416-01765-X (Dissertation Universität Frankfurt am Main 1982, 331 Seiten)